# Visoki Kavkaz
Visoki Kavkaz (azerbajdžansko Böyük Qafqaz, gruzinsko დიდი კავკასიონი, latinizirano: Didi K'avk'asioni; rusko Большой Кавказ, latinizirano: Bol'šoj Kavkaz) je glavno gorsko območje gorovja Kavkaz.
Gorovje se razteza na približno 1200 kilometrih v smeri Z-SZ do V-JV, med polotokom Taman v Črnem morju do polotoka Abšeron v Kaspijskem jezeru: od zahodnega Kavkaza v bližini Sočija na severovzhodni obali Črnega morja in seže skoraj do Bakuja na Kaspijskem območju.
Gorovje je tradicionalno razdeljeno na tri dele:
- Zahodni Kavkaz, od Črnega morja do gore Elbrus
- Srednji Kavkaz, od gore Elbrus do gore Kazbek
- Vzhodni Kavkaz, od gore Kazbek do Kaspijskega jezera

Na vlažnejšem Zahodnem Kavkazu so gore močno gozdnate (listavci do 1500 metrov, iglasti gozd do 2500 metrov in alpski travniki nad drevesno mejo). V bolj suhem vzhodnem Kavkazu so gore večinoma brez dreves.

## Meja med Evropo in Azijo
Povodje Kavkaza nekateri štejejo tudi za mejo med vzhodno Evropo in zahodno Azijo. Evropski del severno od povodja je znan tudi kot Ciskavkazija; azijski del na jugu kot Zakavkazje, kjer prevladuje pogorje Nizki Kavkaz in katerega zahodni del se zbliža z vzhodno Anatolijo.
Meja Rusije z Gruzijo in Azerbajdžanom poteka po večini dolžine Kavkaza. Gruzijska vojaška cesta (Darialska soteska) in Zakavkaška cesta prečkata to gorsko območje na nadmorskih višinah do 3000 metrov

## Vode
Razvodje Kavkaza je bila meja med kavkaško provinco Ruskega imperija na severu in Osmanskim cesarstvom ter Perzijo na jugu leta 1801, vse do ruske zmage leta 1813 in Gulistanske pogodbe, ki je premaknila mejo Ruskega imperija tudi znotraj Zakavkazja. Meja med Rusijo in Gruzijo še vedno skoraj sledi razvodju (razen zahodne meje Gruzije, ki se razprostira južno od razvodja, in ozkega pasu ozemlja v severni regiji Mcheti - Mtianetiji in severozahodni Kahetiji, kjer se Gruzija razprostira severno od razvodja), medtem ko ima Azerbajdžan v svojem severovzhodnem kotu pet okrožij severno od razvodja (Davači, Khačmaz, Qusar, Siazan, Quba).

## Vrhovi
- Elbrus, 5642 m, 43°21′18″N 42°26′21″E / 43.35500°N 42.43917°E  je najvišji vrh Evrope.
- Dih-Tau, 5205 m, 43°3′N 43°8′E / 43.050°N 43.133°E
- Šhara, 5201 m, 43°01′N 43°10′E / 43.01°N 43.17°E
- Koštan-Tau, 5151 m, 43°03′00″N 43°13′00″E / 43.05°N 43.2167°E
- Pik Šota Rustaveli, 4859 m, 43°01′33″N 43°02′37″E / 43.02592°N 43.04349°E
- Kazbek (Mkinvartsveri), 5047 m, 42°41′51″N 44°31′08″E / 42.69750°N 44.51889°E
- Tebulosmta, 4493 m, 42°38′N 45°19′E / 42.64°N 45.32°E
- Diklosmta, 4285 m, 42°33′N 45°48′E / 42.55°N 45.80°E
- Bazardüzü, 4466 m, 41°16′N 47°47′E / 41.27°N 47.79°E
- Babadag, 3629 m, 41°03′N 48°17′E / 41.05°N 48.29°E
- Katyn-Tau, 4979 m, 43°01′50″N 43°02′08″E / 43.03069°N 43.03555°E
- Pik Puškina, 5033 m,43°00′51″N 43°04′12″E / 43.01422°N 43.07001°E
- Džangi-Tau, 5051 m, 43°01′08″N 43°03′24″E / 43.01889°N 43.05671°E
- Tetnuldi, 4858 m, 43°01′52″N 42°59′35″E / 43.03113°N 42.99319°E
- Ušba, 4710 m, 43°07′29″N 42°39′32″E / 43.12486°N 42.65901°E
- Ailama, 4525 m, 42°57′29″N 43°10′43″E / 42.95806°N 43.17861°E

## Prelazi
- prelaz Darial
- Maruhis Ugeltehili 43°23′N 41°22′E / 43.38°N 41.37°E)
- Pereval Kluhorskij 2786 m, 43°16′N 41°48′E / 43.26°N 41.80°E
- prelaz Mamison 2820 m, 42°43′N 43°48′E / 42.72°N 43.80°E
- Gruzijska vojaška cesta (Džvris Ugeltehili) 2379 m, 42°30′N 44°27′E / 42.50°N 44.45°E
- prelaz Dübrar 2209 m, 40°58′N 48°38′E / 40.96°N 48.63°E